# 凡士林
是一種石蠟產品（石油中所提煉的）通用商標，同時亦為聯合利華所生產的個人清潔用品、除臭用品、體香劑、潤膚霜與潤滑劑品牌。

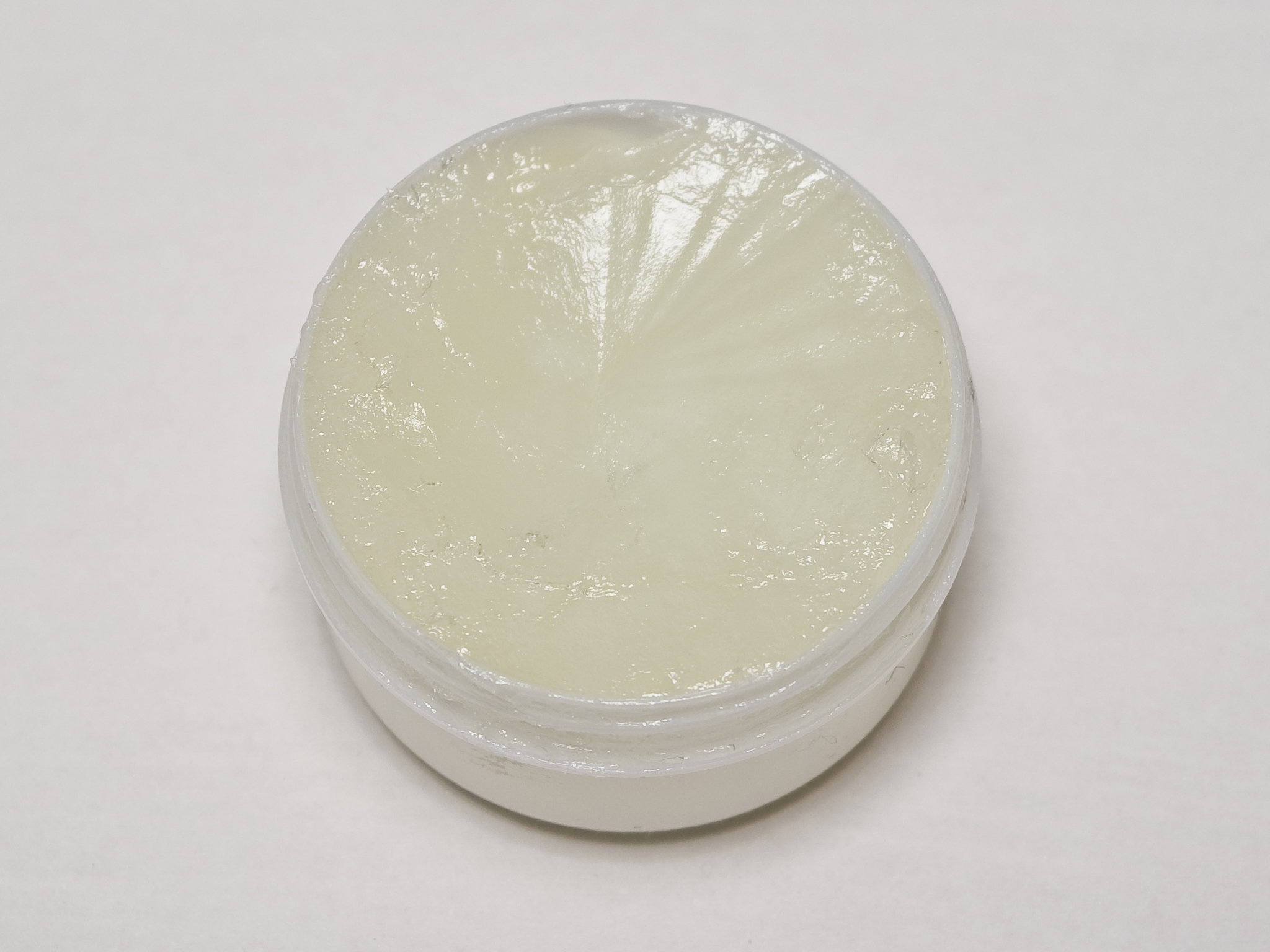
凡士林

提煉程度較低的凡士林，廠商為了避免雜質變質，往往會加入了香精、抗氧化劑等添加物，來蓋掉不好的氣味或增加商品的香氣，對於一般人而言，差異並不大，僅在於使用上好不好推開、感覺油不油膩，比較少見不良反應。
但對敏感肌、年長者、嬰幼兒以及孕婦來說，一點雜質即可能引起皮膚不適，就會建議選擇等級達到美國藥典等級（United States Pharmacopeia, USP）規範的純化凡士林，一般這樣級別的凡士林，已經達到符合生產為醫療藥品成分的標準，像是常見的眼藥膏基底成分，就是100%純度凡士林，如果連眼睛都可以使用的等級，使用在皮膚上將更加穩定與舒適。

## 歷史
凡士林的最早是由發明家羅伯特·切斯伯勒（Robert Chesebrough）於1859年从石油中提煉出來的副產品，其原名為“石油膠”（精鍊石蠟），其中“petroleum”是石油，而“jelly”則是類似果醬般的膠狀物質，後來命名為凡士林，並於該產品的美國專利書上所述：「我，羅伯特·A·切澤布羅，自石化物中發明了一種全新且非常有助益的產品，命名為凡士林。」
該名詞源於德語「水」（wasser）及希臘語「油」（elaeon）二詞合併而來。

## 用途
凡士林可用作润滑剂，也可用作以组织脱水为特征的局部皮肤状况的保湿剂、亦可作為除臭劑。

## 外部連結
- Vaseline（页面存档备份，存于）
  - Vaseline凡士林的Facebook專頁
  - Vaseline的X（前Twitter）
  - YouTube上的Vaseline頻道
- Vaseline Taiwan台灣凡士林（页面存档备份，存于）